# Анизометропия
Анизометропия (лат. Anisometropia) — заболевание глаз, выражающееся в значительном отличии рефракции левого и правого глаз друг от друга. Болезнь может протекать с астигматизмом и без него.
При этой аномалии один глаз может иметь нормальную рефракцию, а другой — нарушенную, или оба глаза могут иметь одну и ту же аномалию рефракции, но в различной степени, или же один глаз может быть близоруким, а другой дальнозорким.
Если разница в рефракции левого и правого глаза невелика, тогда каких-либо сильных расстройств зрения практически не ощущается, ибо человек привыкает подавлять в глазу круги светорассеяния вместе с получаемыми неясными изображениями. Но если разница в рефракции глаз более значительна, тогда бинокулярное зрение делается почти невозможным, и предмет фиксируется попеременно то одним, то другим глазом, причём глаз, исключенный из акта бинокулярного зрения, отходит в сторону преобладания силы той или другой из прямых мышц глаза.
У детей до 7-9 лет нормальное развитие зрения при анизометропии может нарушаться на более аметропичном глазу, приводя к амблиопии (синдром ленивого глаза).
По степени анизометропия подразделяется:
1. Анизометропия слабой степени — до 3,0 D,
2. Анизометропия средней степени — от 3,0 до 6,0 D
3. Анизометропия высокой степени — более 6,0 D.
Анизометропия бывает врождённой и приобретённой (например, после операции по поводу катаракты).
При этом заболевании необходима рациональная коррекция зрения по назначению врача-офтальмолога.